# Луїджі Маскара
Луїджі Маскара (італ. Giuseppe Mascara; нар. 22 серпня 1979, Кальтаджіроне) — італійський футболіст, що грав на позиції нападника, зокрема за «Катанію», а також національну збірну Італії. По завершенні ігрової кар'єри — тренер.

## Клубна кар'єра
Народився 22 серпня 1979 року в місті Кальтаджіроне. Вихованець футбольної школи клубу «Комізо». На дорослому рівні починав грати у другій половині 1990-х і на початку 2000-х у нижчолігових командах «Рагуза», «Баттіпальєзе» та «Авелліно».
Згодом протягом першої половини 2000-х грав на рівні другого італійського дивізіону, захищаючи кольори «Салернітани», «Палермо», «Дженоа», «Катанії» та «Перуджі».
2005 року повернувся до складу «Катанії», якій допоміг у першому ж сезоні після повернення вибороти право грати в елітній Серії A. Був одним з основних гравців атакувальної ланки сицилійського клубу у найвищому дивізіоні протягом наступних чотирьох з половиною сезонів.
На початку 2011 року перейшов до «Наполі», а ще за рік — до «Новари», в якій також не затримався.
Протягом 2012—2013 років грав в еміратському «Аль-Насрі» (Дубай), після чого повернувся на батьківщину, де до завершення кар'єри у 2016 році встиг пограти за «Пескару» та «Сіракузу» та «Скордію».

## Виступи за збірну
2009 року провів свою єдину офіційну гру у складі національної збірної Італії.

## Кар'єра тренера
Розпочав тренерську кар'єру відразу ж по завершенні кар'єри гравця, 2016 року як тренер молодіжної команди клубу «Катанія», де пропрацював з 2016 по 2017 рік.
Протягом тренерської кар'єри також очолював команди «Джарре», «Санкатальдезе», «Б'янкавілла» та «Троїна».
З 2020 року очолює тренерський штаб команди «Троїна».

## Статистика виступів

### Статистика клубних виступів
| Сезон                    | Команда                  | Чемпіонат                | Чемпіонат | Чемпіонат | Національний кубок | Національний кубок | Національний кубок | Континентальні кубки | Континентальні кубки | Континентальні кубки | Інші змагання | Інші змагання | Інші змагання | Усього | Усього |
| Сезон                    | Команда                  | Ліга                     | Ігор      | Голів     | Ліга               | Ігор               | Голів              | Ліга                 | Ігор                 | Голів                | Ліга          | Ігор          | Голів         | Ігор   | Голів  |
| ------------------------ | ------------------------ | ------------------------ | --------- | --------- | ------------------ | ------------------ | ------------------ | -------------------- | -------------------- | -------------------- | ------------- | ------------- | ------------- | ------ | ------ |
| 1995–96                  | «Рагуза»                 | CND                      | 1         | 0         | -                  | -                  | -                  | -                    | -                    | -                    | -             | -             | -             | 1      | 0      |
| 1996–97                  | «Рагуза»                 | CND                      | 28        | 5         | -                  | -                  | -                  | -                    | -                    | -                    | -             | -             | -             | 28     | 5      |
| Усього за «Рагузу»       | Усього за «Рагузу»       | Усього за «Рагузу»       | 29        | 5         |                    | -                  | -                  |                      | -                    | -                    |               | -             | -             | 29     | 5      |
| 1997–98                  | «Баттіпальєзе»           | C1                       | 5         | 0         | -                  | -                  | -                  | -                    | -                    | -                    | -             | -             | -             | 5      | 0      |
| 1998–99                  | «Баттіпальєзе»           | C1                       | 17        | 1         | -                  | -                  | -                  | -                    | -                    | -                    | -             | -             | -             | 17     | 1      |
| 1999–00                  | «Баттіпальєзе»           | C1                       | 26        | 9         | КІ-C               | 0                  | 0                  | -                    | -                    | -                    | -             | -             | -             | 26     | 9      |
| Усього за «Баттіпальєзе» | Усього за «Баттіпальєзе» | Усього за «Баттіпальєзе» | 48        | 10        |                    | 0                  | 0                  |                      | -                    | -                    |               | -             | -             | 48     | 10     |
| 2000–01                  | «Авелліно»               | C1                       | 29+2      | 16+1      | КІ                 | 3                  | 2                  | -                    | -                    | -                    | -             | -             | -             | 34     | 19     |
| серп. 2001               | «Салернітана»            | B                        | 1         | 1         | КІ                 | 2                  | 1                  | -                    | -                    | -                    | -             | -             | -             | 3      | 2      |
| серп. 2001–02            | «Палермо»                | B                        | 21        | 6         | КІ                 | -                  | -                  | -                    | -                    | -                    | -             | -             | -             | 21     | 6      |
| 2002-січ. 2003           | «Палермо»                | B                        | 17        | 2         | КІ                 | 3                  | 2                  | -                    | -                    | -                    | -             | -             | -             | 20     | 4      |
| Усього за «Палермо»      | Усього за «Палермо»      | Усього за «Палермо»      | 38        | 8         |                    | 3                  | 2                  |                      | -                    | -                    |               | -             | -             | 41     | 10     |
| січ.-черв. 2003          | «Дженоа»                 | B                        | 13        | 2         | КІ                 | -                  | -                  | -                    | -                    | -                    | -             | -             | -             | 13     | 2      |
| серп. 2003               | «Дженоа»                 | B                        | 0         | 0         | КІ                 | 1                  | 0                  | -                    | -                    | -                    | -             | -             | -             | 1      | 0      |
| Усього за «Дженоа»       | Усього за «Дженоа»       | Усього за «Дженоа»       | 13        | 2         |                    | 1                  | 0                  |                      | -                    | -                    |               | -             | -             | 14     | 2      |
| серп. 2003–04            | «Катанія»                | B                        | 41        | 13        | КІ                 | -                  | -                  | -                    | -                    | -                    | -             | -             | -             | 41     | 13     |
| 2004–05                  | «Перуджа»                | B                        | 37+4      | 4+2       | КІ                 | 3                  | 1                  | -                    | -                    | -                    | -             | -             | -             | 44     | 7      |
| 2005–06                  | «Катанія»                | B                        | 36        | 14        | КІ                 | 0                  | 0                  | -                    | -                    | -                    | -             | -             | -             | 36     | 14     |
| 2006–07                  | «Катанія»                | A                        | 28        | 6         | КІ                 | 0                  | 0                  | -                    | -                    | -                    | -             | -             | -             | 28     | 6      |
| 2007–08                  | «Катанія»                | A                        | 35        | 4         | КІ                 | 6                  | 1                  | -                    | -                    | -                    | -             | -             | -             | 41     | 5      |
| 2008–09                  | «Катанія»                | A                        | 34        | 12        | КІ                 | 1                  | 0                  | -                    | -                    | -                    | -             | -             | -             | 35     | 13     |
| 2009–10                  | «Катанія»                | A                        | 34        | 8         | КІ                 | 1                  | 1                  | -                    | -                    | -                    | -             | -             | -             | 35     | 9      |
| 2010-січ. 2011           | «Катанія»                | A                        | 18        | 1         | КІ                 | 1                  | 0                  | -                    | -                    | -                    | -             | -             | -             | 19     | 1      |
| Усього за «Катанію»      | Усього за «Катанію»      | Усього за «Катанію»      | 226       | 58        |                    | 9                  | 2                  |                      | -                    | -                    |               | -             | -             | 235    | 60     |
| січ.-черв. 2011          | «Наполі»                 | A                        | 14        | 3         | КІ                 | 0                  | 0                  | ЛЄ                   | 2                    | 0                    | -             | -             | -             | 16     | 3      |
| 2011-січ. 2012           | «Наполі»                 | A                        | 7         | 1         | КІ                 | -                  | -                  | ЛЧ                   | 2                    | 0                    | -             | -             | -             | 9      | 1      |
| Усього за «Наполі»       | Усього за «Наполі»       | Усього за «Наполі»       | 21        | 4         |                    | 0                  | 0                  |                      | 4                    | 0                    |               | -             | -             | 25     | 4      |
| січ.-черв. 2012          | «Новара»                 | A                        | 15        | 3         | КІ                 | 0                  | 0                  | -                    | -                    | -                    | -             | -             | -             | 15     | 3      |
| 2012–13                  | «Аль-Наср» (Дубай)       | ПЛ                       | 22        | 13        | КЛ                 | 5                  | 1                  | ЛЧ                   | 6                    | 0                    | -             | -             | -             | 33     | 14     |
| 2013–14                  | «Пескара»                | B                        | 27        | 4         | КІ                 | 1                  | 0                  | -                    | -                    | -                    | -             | -             | -             | 28     | 4      |
| 2014–15                  | «Сіракуза»               | Е (V)                    | 24        | 14        | -                  | -                  | -                  | -                    | -                    | -                    | -             | -             | -             | -      | -      |
| 2015-січ. 2016           | «Сіракуза»               | D                        | 7         | 0         | КІ-D               | 0                  | 0                  | -                    | -                    | -                    | -             | -             | -             | -      | -      |
| січ.-черв. 2016          | «Скордія»                | D                        | 17        | 9         | КІ-D               | 0                  | 0                  | -                    | -                    | -                    | -             | -             | -             | 17     | 9      |
| Усього за кар'єру        | Усього за кар'єру        | Усього за кар'єру        | 526+6     | 134+3     |                    | 26                 | 10                 |                      | 10                   | 0                    |               | -             | -             | 570    | 150    |

### Статистика виступів за збірну
| Дата     | Місто | Господарі | Результат | Гості             | Турнір           | Голи | Примітки |
| -------- | ----- | --------- | --------- | ----------------- | ---------------- | ---- | -------- |
| 6-6-2009 | Піза  | Італія    | 3 – 0     | Північна Ірландія | товариський матч | 0    |          |
| Усього   |       | Матчів    | 1         |                   | Голів            | 0    |          |